# He Dog
He Dog (en lakota : Šúŋka Bloká), né vers 1840 et mort en 1936 dans la réserve indienne de Pine Ridge, dans le Dakota du Sud, est un membre des Lakotas oglalas. He Dog était étroitement associé à Crazy Horse pendant la guerre des Black Hills de 1876-1877.

## Biographie
Né au printemps 1840 sur le cours supérieur de la rivière Cheyenne près des Black Hills, He Dog était le fils d'un chef nommé Black Stone et de sa femme, Blue Day, une sœur de Red Cloud. Son plus jeune frère était Grant Short Bull. Dans les années 1860, He Dog et ses frères avaient formé un petit groupe de Lakotas oglalas connu sous le nom de Cankahuhan ou Soreback Band qui était étroitement associé au groupe d'Oglala Bad Face mené par Red Cloud.
He Dog et ses proches ont participé à la guerre des Black Hills de 1876-1877. Après que la commission du traité n'ait pas réussi à persuader les Lakotas d'abandonner les Black Hills, le président fit envoyer un ultimatum en janvier 1876 aux bandes du nord pour qu'elles intègrent les réserves ou qu'elles y soient forcées par l'armée. He Dog était établi avec le groupe Soreback sur la rivière Tongue lorsque le message leur a été délivré. Le frère de He Dog, Short Bull, a rappelé plus tard que la majorité des Oglalas du nord avaient décidé de se rendre à l'agence de Red Cloud au printemps, après leur dernière grande chasse au bison. En mars 1876, He Dog épousa une jeune femme nommée Rock (Inyan) et avec une partie du Soreback Band, s'arrêta brièvement chez les Cheyennes du Nord campés sur la Powder dans le territoire du Wyoming. Le matin du 17 mars 1876, une colonne de troupes commandée par le colonel Joseph J. Reynolds a attaqué. « Cette attaque a été le tournant de la situation », a rappelé plus tard Short Bull. « S'il n'y avait pas eu cette attaque de Crook sur la Powder River, nous serions entrés à l'agence ce printemps-là, et il n'y aurait pas eu de guerre des Sioux. »
Au cours de l'été 1876, He Dog participa à la bataille de Rosebud Creek et à la bataille de Little Bighorn. Il combat également à Slim Buttes en septembre 1876 et à Wolf Mountain (en) en janvier 1877. Il se rend finalement à l'agence de Red Cloud avec Crazy Horse en mai 1877. Après le meurtre de Crazy Horse, He Dog a accompagné les Oglalas à Washington, DC en tant que délégué pour rencontrer le président.
He Dog et d'autres membres de la bande Soreback ont fui l'agence de Red Cloud après son déplacement vers la rivière Missouri au cours de l'hiver 1877-1878. En entrant au Canada, ils ont rejoint Sitting Bull en exil pendant les deux années suivantes. La plupart des Oglalas du nord se sont rendus à Fort Keogh en 1880 et ont ensuite été transférés à l'agence de Standing Rock à l'été 1881. He Dog et tous les Oglalas du nord ont finalement été transférés dans la réserve de Pine Ridge pour rejoindre leurs proches au printemps 1882. 
He Dog a vécu le reste de sa vie dans la réserve de Pine Ridge. Il a servi comme juge indien respecté et plus tard dans la vie, a été interviewé par un certain nombre d'historiens, dont Walter Mason Camp, Eleanor Hinman et Mari Sandoz. Il mourut en 1936 entre l'âge de 95 ou 96 ans.

### Entretiens
- Entretien avec He Dog, le 13 juillet 1910, avec Walter Mason Camp, sur la bataille de Little Bighorn.
- He Dog Interview, août 1920, avec Gen. HL Scott.
- Entretiens de He Dog avec Eleanor Hinman, 1930